# Теодорих Страбон
Теодорих Страбон (Теодорих Косой, от лат. strabo — косой, косоглазый; погиб в 481) — король фракийских остготов из рода Амалов в 473—481 годах. Сын Триария.

## Биография
Вместе со своим отцом Теодорих Страбон являлся федератом на службе в Константинополе. После смерти отца, примерно во второй половине 50-х годов V века, Теодорих Страбон стал его преемником и унаследовал воинский отряд готов-наёмников. Опираясь на своё родство с полководцем Восточной римской империи Аспаром, который был женат на сестре Страбона, попытался сделать римскую карьеру. Однако по причине того, что в 471 году Аспар был убит, планам Страбона не суждено было сбыться. Возглавленные Острисом сторонники Аспара после его смерти не сдались и, неся большие потери, попытались спасти возможное. Однако, когда борьба за императорский двор и столицу была проиграна, Теодорих Страбон остался единственным, кто мог стать преемником Аспара. Теодорих Косой вернулся во Фракию, где стал собирать войско из готов. Численность армии его приверженцев росла очень быстро и 473 году его сторонники провозгласили своего предводителя королём.
По мнению Теодориха Страбона он имел право на институционное и материальное наследство Аспара и потребовал признать себя «единственным правителем всех готов», которому следовало выдавать перебежчиков и разрешить поселять своих людей во Фракии. Однако имперское правительство считало его мятежником и узурпатором.
После ряда кровопролитных столкновений, император Лев I, хоть и формально, согласился с этими требованиями и сверх того пообещал выплачивать ежегодно 2000 либр золота — почти в семь раз больше того, на что могли рассчитывать паннонские остготы, и немногим меньше, чем сумма дани, которую выплачивало правительство Восточной римской империи Аттиле на пике его могущества. Если эту сумму действительно выплатили, то Теодорих Страбон мог собрать гигантское войско в несколько десятков тысяч воинов. Лично Теодорих благодаря этой сделке приобрёл пост высшего военачальника и при этом заявил, что готов со своими людьми выступить против кого угодно, кроме вандалов, то ли потому что продолжал дружественную по отношению к ним политику Аспара, то ли от нежелания идти на африканских вандалов, для похода на которых пришлось бы переправиться через море, от которого остготы предпочитали держаться подальше.
Взлёт карьеры Теодориха Страбона являлся угрозой для короля паннонских остготов Теодимира и его сына Теодориха Великого, так как исполнив свои замыслы Страбон мог бы, как наследник Амалов, закрепить за собой монополию на готскую корону, создав королевство недалеко от Константинополя. Паннонские готы снялись с насиженных мест и двинулись в глубь империи. В 474 году они заключили с императором очень выгодный для них договор и расселились в Македонии.
18 января 474 года умер Лев I, император, подписавший для Византии весьма невыгодный договор с Теодорихом Страбоном. Его преемник Зенон отказал в поддержке Страбону, вероятно, одновременно предложив паннонским остготам Теодориха Великого, которые к тому времени находились на территории Македонии, напасть на фракийских остготов Теодориха Страбона. Однако паннонцы избегали прямого столкновения с фракийцами вероятно по тому, что уступали им в численности и в вооружении, или вследствие того, что Теодориху Великому было достаточно того факта, что Теодорих Страбон лишился императорской поддержки.
В январе 475 года император Зенон был изгнан из Константинополя узурпатором Василиском, которого поддержал Теодорих Страбон. Тогда же Страбон был назначен верховным главнокомандующим имперской армии и военным магистром при дворе Василиска, таким образом став вышестоящим начальником для остготов Теодориха Великого, который избавился от этой зависимости, лишь присоединившись к Зенону. В ходе упорной борьбы, в которой Теодорих Страбон едва не лишил Зенона жизни, законный император вернулся в Константинополь и возвратил корону. Во второй половине 476 года, Василиск и Страбон потерпели поражение, а Теодорих Великий унаследовал все должности своего тёзки, а его готам были обещаны ежегодные выплаты субсидий.
В конце весны или в начало лета 478 года, воспользовавшись тем, что Теодориху Великому и его остготам имперское правительство задержало обещанные выплаты, Теодорих Страбон уговорил его перейти на свою сторону. Оба остготских короля договорились, что отныне они будут совместно добиваться от имперского правительства своих требований. Некоторое время Теодорих Страбон и Теодорих Великий действовали совместно, а император Зенон пытался, часто и не безуспешно, подкупить, то одного, то другого правителя остготов.
Между тем войско Теодориха Страбона выросло до 30 000 воинов и стало такой угрозой для Зенона, что тому оставалось призвать булгар против фракийских остготов, при этом, в 478 году, согласившись единовременно выплатить Теодориху Великому 2 тысячи либр золота и 10 тысяч либр серебра, а также ежегодно выплачивать 10 тысяч солидов. Нападение булгар было отбито Страбоном, который решив развить свой успех и двинулся со своим войском на Константинополь. Но столкнувшись с трудностями в собственном лагере, его наступление провалилось, ровно как и попытка переправиться в Вифинию, так же пошатнулась его позиция во Фракии. По дороге на запад, «в Грецию», он остановился в Стабилум Диомедис, где его настигла судьба. В 481 году, лошадь, которую объезжал Страбон, прижала его к копью висевшему на одной из палаток так, что наконечник копья вонзился ему в бок. После его смерти остались его жена Сигильда, два брата и сын Рекитах.